# Bala de goma

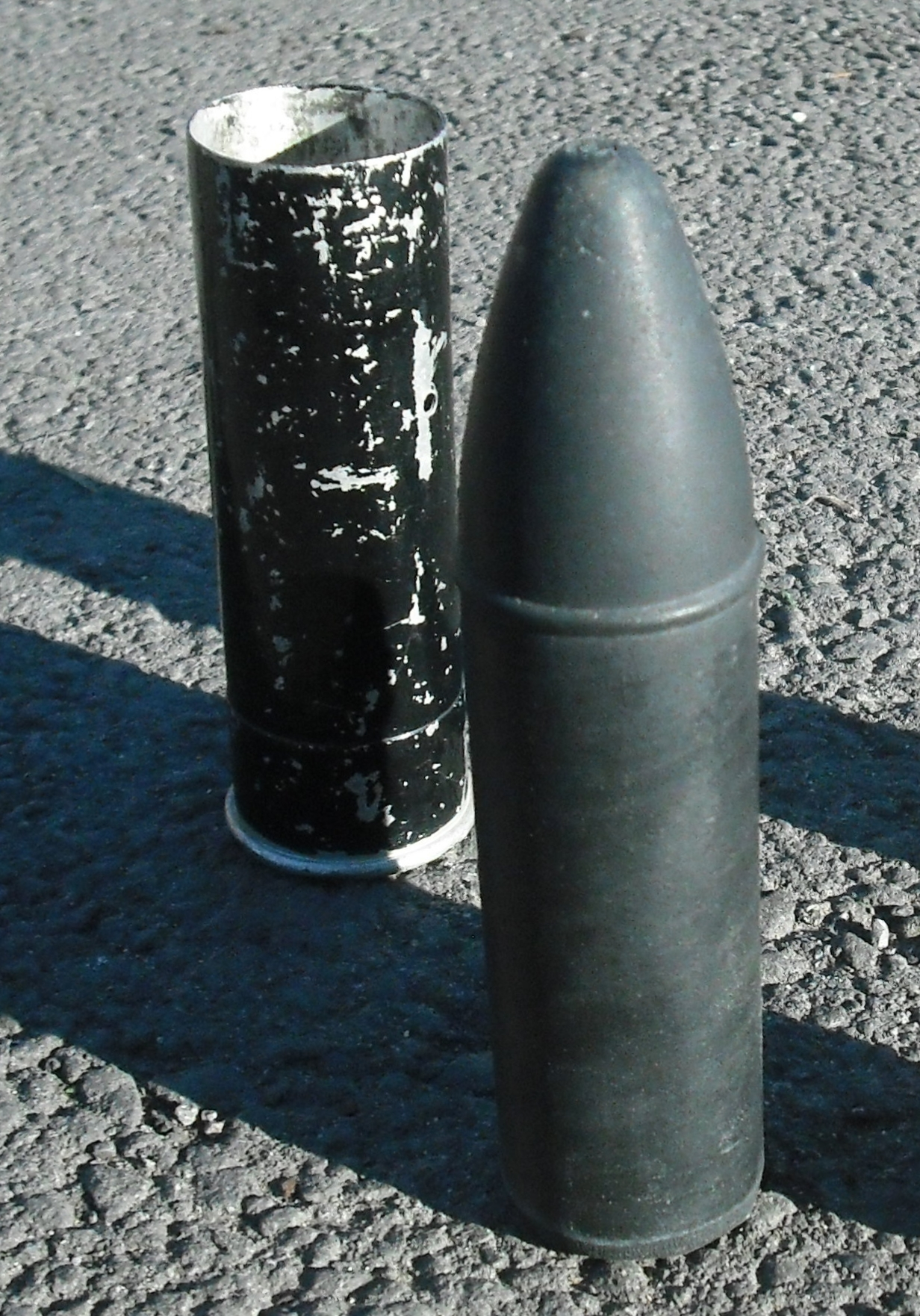
Bala de goma antidisturbios (1.5′′, 37 mm) utilizada por el Ejército Británico en Irlanda del Norte, entre 1970 y 1975.

La bala de goma, o pelota de goma, es el nombre de un tipo de proyectil utilizado habitualmente por la policía antidisturbios para disolver manifestaciones. A pesar de su nombre, las balas de goma suelen tener un núcleo metálico recubierto de "goma" (caucho) o ser una mezcla homogénea con caucho como componente minoritario. Aunque se consideran una alternativa menos letal a los proyectiles metálicos, las balas de goma pueden causar lesiones mortales, así como otras lesiones graves, como ceguera u otras discapacidades permanentes. Su impacto puede causar, además de la pérdida del ojo, graves lesiones como hematomas cerebrales, perforaciones pulmonares e intestinales, hemorragias internas y lesiones en las extremidades.

## Características

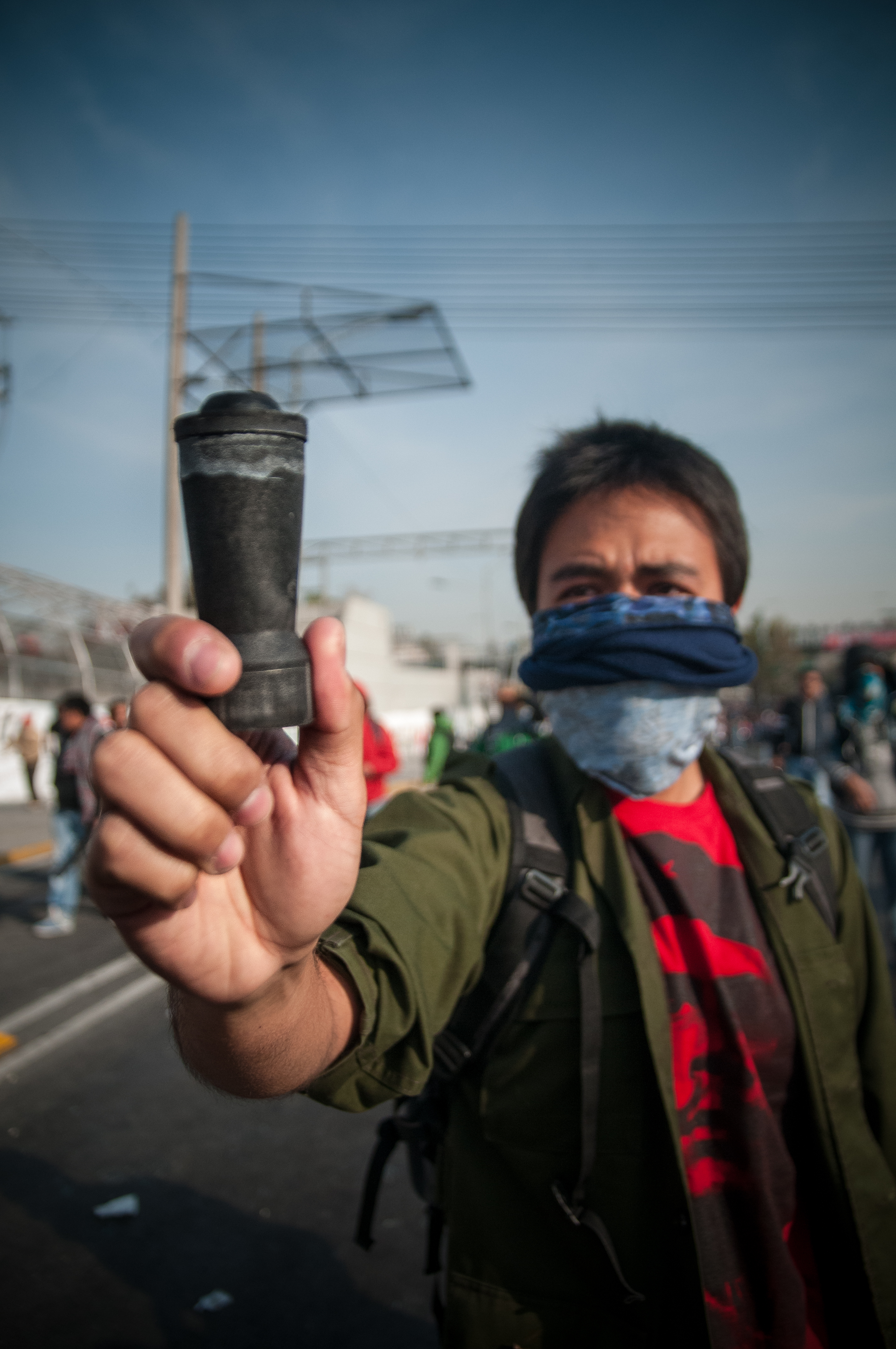
Manifestante mexicano sosteniendo una bala de goma empleada durante los disturbios del 1 de diciembre de 2012 en la Ciudad de México.

Las balas de goma se utilizan principalmente como arma de disuasión, con la intención de no provocar mayor daño que un hematoma. Existen diversas morfologías englobadas en la categoría de 'balas de goma', desde esferas de caucho mayores que una pelota de tenis hasta las de forma cilíndrica con una pieza similar a una pelota de golf incrustada en la parte delantera. La cantidad de pólvora necesaria para disparar esta munición es menor que la convencional.
Existen diferentes calibres, dependiendo del arma que dispare esta munición. En el caso de que sea un rifle, la munición puede alcanzar velocidades de hasta 200 m/s (720km/h), que resultan peligrosas si el proyectil alcanza el cráneo, los riñones u otras zonas débiles del cuerpo. En casos extremos pueden provocar la muerte.
Generalmente, la trayectoria de una bala de goma es completamente imprevisible, debido a que se deforma al momento de dispararla y el rozamiento con la bocacha de la escopeta le imprime efecto, haciendo que la trayectoria no sea recta y que los diversos rebotes sean impredecibles, lo que produce un impacto completamente aleatorio que no puede ser controlado.

### Composición
Un análisis de la composición de los balines de goma utilizados por la policía chilena muestra que el 80% de estos están compuestos por sustancias duras, principalmente sílice y sulfato de bario, mientras que el caucho o "goma" constituye solo el 20%. La dureza medida de los balines de goma es de 96,5 Shore A. Esta dureza explica por qué las "explosiones oculares" fueron tan comunes en las protestas chilenas de 2019-2020.

## Víctimas
Hay numerosos casos de pérdida de ojos, lesiones de órganos internos e incluso de muertes causadas por impactos de balas de goma.[cita requerida]
En España, desde 1990 más de treinta personas han perdido un ojo por el impacto de estos proyectiles, y desde la transición han fallecido nueve personas. El caso más reciente[actualizar] y conocido en España fue el de Íñigo Cabacas, muerto el 9 de abril de 2012 en Bilbao, País Vasco.
En México, un caso sonado fue la muerte del niño José Luis Alberto Tlehuatlie Tamayo, de trece años, originario de la comunidad de San Bernardino Chalchihuapan en el estado de Puebla, fallecido a causa de un disparo de bala de goma en el cráneo, proyectil utilizado por la policía bajo la "Ley bala" promovida por el gobernador del estado, Rafael Moreno Valle Rosas. La ley fue posteriormente retirada por el propio gobernador.
En Chile, durante el transcurso de los últimos meses del año 2019, producto de las manifestaciones sociales provocadas por el descontento nacional, Carabineros de Chile señaló estar utilizando balas de goma para contener y disipar las manifestaciones.[cita requerida] Desde el 19 de octubre de 2019 hasta el 11 de noviembre del mismo año, entre veinte y veinticinco personas perdieron la visión de un ojo a causa de los balines de goma utilizados por Carabineros de Chile en las manifestaciones sociales que se llevaron a cabo en dicho país. El Colegio Médico de Chile informó que, en dicho período, un sujeto de 21 años quedó ciego por causa del impacto de esta clase de munición, por el que un oficial de carabineros fue procesado por la justicia de ese país. La justicia logró determinar que el balín fue disparado por el piquete policial de ese país. También está el caso de Fabiola Campillai, mujer que fue impactada en su rostro por una munición antidisturbios que le dejó la cara desfigurada y perdió la visión en ambos ojos. La mujer se encontraba esperando la locomoción colectiva para dirigirse a su trabajo. Finalmente fueron apresadas tres personas pertenecientes a la policía antidisturbios, y actualmente se encuentran procesados por la justicia de ese país.